# 谷田部俊
谷田部 俊（やたべ しゅん、1977年12月14日 - ）は、日本のお笑いタレントであり、お笑いトリオ我が家のボケ担当（ネタによっては大ボケ）。
埼玉県出身。ワタナベエンターテインメント所属。

## 経歴
- 埼玉県立浦和東高等学校卒業。
- 1997年頃、中学校時代から一緒だった杉山とコンビ「ルーキーズ」を結成し、俳優の養成所に入る。

- 2003年、同じ養成所に入っていた坪倉が加入する形で「我が家」を結成した。

## 人物
- 幼少時代の髪形はパンチパーマだった。
- 特技は車の修理、板金塗装で、車検もできる。ワインエキスパート資格を持っている。
- お酒が大好きで大変強いとのこと。相方の杉山いわく「毎日飲んでいる。」、「いくら飲んでも普段とあまり変わらない。」とのこと。
- 子供のころのあだ名は「俊子」。子供のころに文法の授業で「俊子ちゃんが○○する」 とボケたら、以後あだ名になった。
- ジャルジャルの後藤淳平に自分の方が年上なのにもかかわらず「谷田部」と呼び捨てで呼ばれている（ちなみに、谷田部は後藤のことは「後藤くん」と呼んでいる。本人は後藤とコントをする際は「緊張する」と話しており、大抵は台詞をかんでしまう。後藤が参加していない「イケメン部」のコントでは「後藤くんがいないと楽でしょうがない」とコメントしている。）しかしこれは後藤が場を盛り上げているためにやっていることであり実際は「谷田部さん」と呼んでいる。
- 眞鍋かをりが「迫真の演技がうまいですね」とコメントした。レッドシアター内のコーナー「ツッコミ選手権」では総合得点はあまり良くなかったものの内村光良から「芝居がうまい。初めて来たんだなぁて感じがすごく伝わった。」とコメントされた。
- お笑いコンビの地味な方で構成された「地味ーズ[1]」の一員。
- 中村仁美（フジテレビアナウンサー）からはかわいい、かわいくてしょうがないといわれた。なお、今田耕司らから、名字の読み方を間違われ、やたべを、わたべと言われた。
- プライベートでは、坪倉と仲が良い。
- 周りが老人ばかりの病院でも帽子やマスクなどで顔を隠すため挨拶したさまぁ〜ず大竹に最初気づいてもらえなかった。（2010年2月7日放送さまぁ〜ず×さまぁ〜ずより）ちなみに相方三村は我が家の誰が谷田部なのかわからなかった。
- 我が家3人でファミレスでネタづくりをしていた際、ファンに気づかれ握手した。ところが10分後、谷田部ひとりでトイレにいったらさっき握手したばっかりのファンに「あそこに、我が家がいますよ。」と言われてしまった。
- 2013年7月7日、5歳年下のラジオディレクターと結婚、2016年2月17日に、第1子の男児が誕生[2]。
- 2019年12月12日、「雨上がり決死隊のトーク番組アメトーーク!」の「もっとやれるはずだったのに…2019反省会」の放送中に離婚を発表[3]。

## 出演
トリオとしての出演は我が家の項を参照。

### テレビドラマ
- 鼠、江戸を疾る（2014年1月9日 - 、NHK） - 喜作 役
- トットてれび（2016年、NHK） - 谷啓 役
- 連続テレビ小説「とと姉ちゃん」（2016年、NHK） - 田畑 役
- リバース（2017年4月14日、TBS）第1話 - 二階堂巡査 役
- おかしな刑事16（2017年） - 真田幸夫 役
- Missデビル 人事の悪魔・椿眞子（2018年） - 阿部陽一
- 健康で文化的な最低限度の生活 第8話 （2018年9月4日、関西テレビ） - キャバクラの店長 役
- シロでもクロでもない世界で、パンダは笑う。（2020年） - 浜口公則
- ファーストラヴ（2020年2月22日、NHK BSプレミアム） - 編集者・辻憲太 役
- 女ともだち（2020年4月12日、BSテレビ東京）第1話 - 取引先相手 役
- MIU404 第2話（2020年7月3日、TBS） - 仙田太郎 役
- 最愛　第3話（2021年10月29日、TBS） - 森下貴史 役
- 霊媒探偵・城塚翡翠 第2話（2022年10月23日、日本テレビ） - 有本道之 役
- この素晴らしき世界（2023年7月20日 - 9月14日、フジテレビ） - 大木戸らん 役[4]

### 映画
- 翔んで埼玉 〜琵琶湖より愛をこめて〜（2023年11月23日、東映） - 西武池袋線代表 役[5]

### 舞台
- 鎌塚氏、腹におさめる